# (4471) Graculus
(4471) Graculus ist ein Asteroid des Hauptgürtels, der am 8. November 1978 vom Schweizer Astronomen Paul Wild, vom Observatorium Zimmerwald der Universität Bern aus, entdeckt wurde.
Der Name des Asteroiden stammt von der lateinischen Bezeichnung der Bergdohle Pyrrhocorax graculus.